# Крижевичи (Республика Сербская)
Крижевичи (серб. Крижевићи) —  населённый пункт (посёлок) в общине Зворник, который принадлежит энтитету Республике Сербской, Босния и Герцеговина. Расположен в 9 км к северо-западу от центра города Зворник.

## Население
Численность населения посёлка Крижевичи по переписи 2013 года составила 2 069 человек.
Этнический состав населения населённого пункта по данным переписи 1991 года:
- боснийские мусульмане — 2.272 (98,35 %),
- сербы — 34 (1,47 %),
- югославы — 1 (0,04 %),
- хорваты — 0 (0,00 %),
- прочие — 3 (0,12 %).

Всего: 2.310 чел.